# Michael Rapaport
Pour les articles homonymes, voir Rapaport.
Michael Rapaport, né le 20 mars 1970 à New York, (État de New York, États-Unis), est un acteur et réalisateur américain.

## Biographie

### Jeunesse, famille & débuts
Michael David Rapaport est né le 20 mars 1970 à New York, dans l'État de New York, dans une famille juive ashkénaze. Ses parents sont David Rapaport et June Brody.
Il a un frère, Erick Rapaport et une sœur, Claudia Lonow.

### Vie personnelle
Il a été marié à Nichole Beattie de 2000 à 2007. Ils ont deux fils, Julian Ali Rapaport, né en 2000 et Maceo Shane Rapaport, né en 2002.
Il est remarié à Kebe Dunn depuis 2016. 

## Filmographie

### Comme acteur

#### Cinéma

##### Longs métrages
- 1992 : Zebrahead (en) d'Anthony Drazan : Zack
- 1993 : Nom de code : Nina (Point of No Return) de John Badham : Big Stan
- 1993 : True Romance de Tony Scott : Dick Ritchie
- 1993 : Poetic Justice de John Singleton : Un dockeur
- 1993 : Money for Nothing de Ramón Menéndez : Kenny Kozlowski
- 1994 : La Révélation (The Scout) de Michael Ritchie : Tommy Lacy
- 1994 : Mortelle cavale (Hand Gun) de Whitney Ransick : Lenny
- 1995 : Fièvre à Columbus University (Higher Learning) de John Singleton : Remy
- 1995 : Kiss of Death de Barbet Schroeder : Ronnie Gannon
- 1995 : Basketball Diaries (The Basketball Diaries) de Scott Kalvert : Un skinhead
- 1995 : Maudite Aphrodite (Mighty Aphrodite) de Woody Allen : Kevin
- 1996 : Beautiful Girls de Ted Demme : Paul Kirkwood
- 1996 : Le Porteur de cercueil (The Pallbearer) de Matt Reeves : Brad Schorr
- 1996 : Illtown (en) de Nick Gomez : Dante
- 1997 : Le Flic de San Francisco (Metro) de Thomas Carter : Kevin McCall
- 1997 : Copland de James Mangold : Murray Babitch
- 1997 : A Brother's Kiss de Seth Zvi Rosenfeld : Stingy
- 1997 : Kicked in the Head de Matthew Harrison : Stretch
- 1998 : Palmetto de Volker Schlöndorff : Donnelly
- 1998 : Some Girl de Rory Kelly : Neal
- 1998 : The Naked Man de J. Todd Anderson : Edward Bliss Jr
- 1999 : Peur bleue (Deep Blue Sea) de Renny Harlin : Tom Scoggins
- 1999 : Y a-t-il un parrain pour sauver la mafia ? (Kiss Toledo Goodbye) de Lyndon Chubbuck : Kevin Gower
- 2000 : Escrocs mais pas trop (Small Time Crooks) de Woody Allen : Denny
- 2000 : Les Chemins de la dignité (Men of Honor) de George Tillman Jr. : Snowhill
- 2000 : The Very Black Show (Bamboozled) de Spike Lee : Dunwitty
- 2000 : Le Bon Numéro (Lucky Numbers) de Nora Ephron : Dale
- 2000 : À l'aube du sixième jour (The 6th Day) de Roger Spottiswoode : Hank Morgan
- 2000 : Chain of Fools de Pontus Löwenhielm et Patrick von Krusenstjerna : Le tueur à gages
- 2000 : King of the Jungle (en) de Seth Zvi Rosenfeld : Francis
- 2001 : Docteur Dolittle 2 (Doctor Dolittle 2) de Steve Carr : Joey, le raton-laveur (voix)
- 2002 : Bienvenue à 29 Palms (29 Palms) de Leonardo Ricagni : Le policier
- 2002 : Comic Book (Comic Book Villains) de James Robinson : Norman Link
- 2002 : Paper Soldiers (en) de David Daniel et Damon Dash : Mike E.
- 2002 : Triggermen de John Bradshaw : Tommy O'Brian
- 2003 : This Girl's Life d'Ash : Terry
- 2003 : A Good Night to Die de Craig Singer * 2003 : Death of a Dynasty de Damon Dash * 2003 : This Girl's Life de Ash : August
- 2004 : America Brown de Paul Black : Daniel Brown
- 2005 : Hitch, expert en séduction (Hitch) d'Andy Tennant : Ben
- 2006 : Live Free or Die de Gregg Kavet et Andy Robin : Lieutenant Putney
- 2006 : Special de Hal Haberman et Jeremy Passmore : Les
- 2006 : Push de Dave Rodriguez : Tommy G.
- 2006 : Vendeurs d'élite (Grilled) de Jason Ensler : Bobby
- 2008 : Assassinat d'un président (Assassination of a High School President) de Brett Simon : Coach Z
- 2009 : Big Fan de Robert Siegel : Philadelphia Phil
- 2009 : A Day in the Life de Sticky Fingaz : Détective Grant
- 2011 : Inside Out (en) d'Artie Mandelberg : Jack
- 2012 : The Baytown Outlaws : Les Hors-la-loi (The Baytown Outlaws) de Barry Battles : Lucky
- 2013 : Les Flingueuses (The Heat) de Paul Feig : Jason Mullins
- 2013 : Kiss of the Damned d'Alexandra Cassavetes : Ben
- 2013 : Last I Heard de David Rodriguez : Bobby DiBianco
- 2014 : My Man Is a Loser de Mike Young : Marty
- 2015 : Little Boy d'Alejandro Gómez Monteverde (en) : James Busbee
- 2016 : Sully de Clint Eastwood : Pete, le barman
- 2016 : A Stand Up Guy de Mike Young : Colin
- 2017 : Outsider (Chuck) de Philippe Falardeau : John, le frère de Chuck Wepner
- 2020 : Blackjack : The Jackie Ryan Story de Danny A. Abeckaser : Bill Fitch
- 2021 : Conflicted d'Amire K Reed : Mike

##### Courts métrages
- 1994 : The Foot Shooting Party d'Annette Haywood-Carter : Lizard
- 2004 : Scrambled Eggs de Lorenzo Manetti : Le professeur

#### Séries télévisées
- 1990 : China Beach : Kravits
- 1992 : Murphy Brown : Robbie
- 1992 : Middle Ages : Jimmy
- 1993 : Le Prince de Bel-Air (The Fresh Prince of Bel-Air) : Mike
- 1993 : New York Police Blues (NYPD Blue) : Jaime DiLeo
- 1998 : Urgences (ER) : Paul Canterna
- 1998 : Rude Awakening : Johnny
- 1999 : Friends : Gary
- 2001 : Les Nuits de l'étrange (Night Visions) : Harlow Winston
- 2001 - 2004 : Boston Public : Danny Hanson
- 2005 - 2007 : La Guerre à la maison (The War at Home) : Dave Gold
- 2006 - 2007 : Mad TV : Abraham Lincoln / Clark Gable
- 2007 - 2008 : Earl : Frank Stump
- 2008 - 2009 : Prison Break : Donald Self
- 2009 - 2010 : Parents par accident (Accidentally on Purpose) :
- 2010 : Royal Pains : Stanley
- 2010 - 2013 :  Les Puppies : L'agence canine (Pound Puppies) : Squirt / Tony / Un écureuil / Un plombier (voix)
- 2012 - 2013 : Mob Doctor : Paul Moretti
- 2014 : Justified : Daryl Crowe Jr.
- 2014 : Raising Hope : Michael
- 2015 : The Big Bang Theory : Kenny Fitzgerald
- 2015 : Black-ish : Jay Simmons
- 2015 : Louie : Lenny
- 2015 : Public Morals : Charlie Bullman
- 2016 : Dice : Bobby "The Mooch"
- 2016 : New York, unité spéciale (Law and Order: Special Victims Unit) : Richie Caskey (saison 17, épisode 19)
- 2016 : Crisis in Six Scenes : Mike, le trooper
- 2017 : The New Edition Story : Gary Evans
- 2017 : Animals. : Erick (voix)
- 2017 : The Guest Book (en) : Adam
- 2017 - 2021 : Atypical : Doug
- 2019 / 2022 - 2023 : Les Simpson (The Simpsons) : Mike Wegman (voix)
- 2022 : Only Murders in the Buildings : Détective Kreps
- 2022 : Life & Beth : Leonard
- 2023 : Fallout (série télévisée) (Prime Video)

#### Téléfilms
- 1998 : Héros pour la vie - Deux familles (Rescuers: Stories of Courage : Two Families) de Tim Hunter et Tony Bill (segment Malka Csizmadia)

### Jeux vidéos
- 1996 : Don't Quit Your Day Job (voix)
- 2001 : Grand Theft Auto III, de Craig Conner : Joey Leone (voix)
- 2006 : Saints Row, de Douglas Carrigan et Zach Hanks : Troy Bradshaw (voix)
- 2006 : Scarface: The World Is Yours : Un acolyte (voix)
- 2008 : Saints Row 2 : Un acolyte (voix)
- 2018 : NBA 2K19 : Darren Stackhouse (voix)

### Clips
- 1994 : Frank Zappa : Civilization, Phaze III
- 1998 : Jay-Z : The City is Mine
- 2002 : Talib Kweli : Waiting for the DJ
- 2003 : High & Mighty : The Highlite Zone
- 2003 : Jaylib : McNasty Filth
- 2004 : Masta Ace : A Long Hot Summer
- 2006 : Ludacris : Runaway Love
- 2008 : H2O : What Happened?
- 2017 : Snoop Dogg : Lavender (Nightfall Remix)
- 2017 : Sean Price (featuring Bernadette Price) : Dead or Alive

### Comme réalisateur
- 2011 : Beats, Rhymes and Life: The Travels of a Tribe Called Quest

## Distinction

### Nomination
- 1993 : Independent Spirit Awards : Meilleur acteur pour Zebrahead

## Voix françaises
En France, Ludovic Baugin est la voix régulière de Michael Rapaport. Olivier Jankovic l'a doublé à quatre reprises.
En France
| - Ludovic Baugin dans : - Boston Public (série télévisée) - La Guerre à la maison (série télévisée) - Earl (série télévisée) - Prison Break (série télévisée) - Parents par accident (série télévisée) - Royal Pains (série télévisée) - The Baytown Outlaws - Les Flingueuses - Raising Hope (série télévisée) - Justified (série télévisée) - The Big Bang Theory (série télévisée) - New York, unité spéciale (série télévisée) - Olivier Jankovic dans : - Maudite Aphrodite - Escrocs mais pas trop - À l'aube du sixième jour - Hitch, expert en séduction | - Jean-François Vlérick dans : - Peur bleue - Atypical (série télévisée) Et aussi - Bertrand Liebert dans True Romance - Jérôme Keen dans Fièvre à Columbus University - Éric Missoffe dans Kiss of Death - Emmanuel Curtil dans Beautiful Girls - Mathias Kozlowski dans Le Flic de San Francisco - Jérôme Rebbot dans Copland - François Pacôme dans Friends (série télévisée) - Bruno Choël dans Les Chemins de la dignité - Michel Mella dans Docteur Dolittle 2 (voix) - Daniel Lafourcade dans Sully - Philippe Vincent dans Outsider - Frédéric Souterelle dans White Famous (série télévisée) - Karim Barras dans Life and Beth (série télévisée) - Bruno Magne dans Fallout (série télévisée) |

Au Québec
|  |  |